# Концертный зал

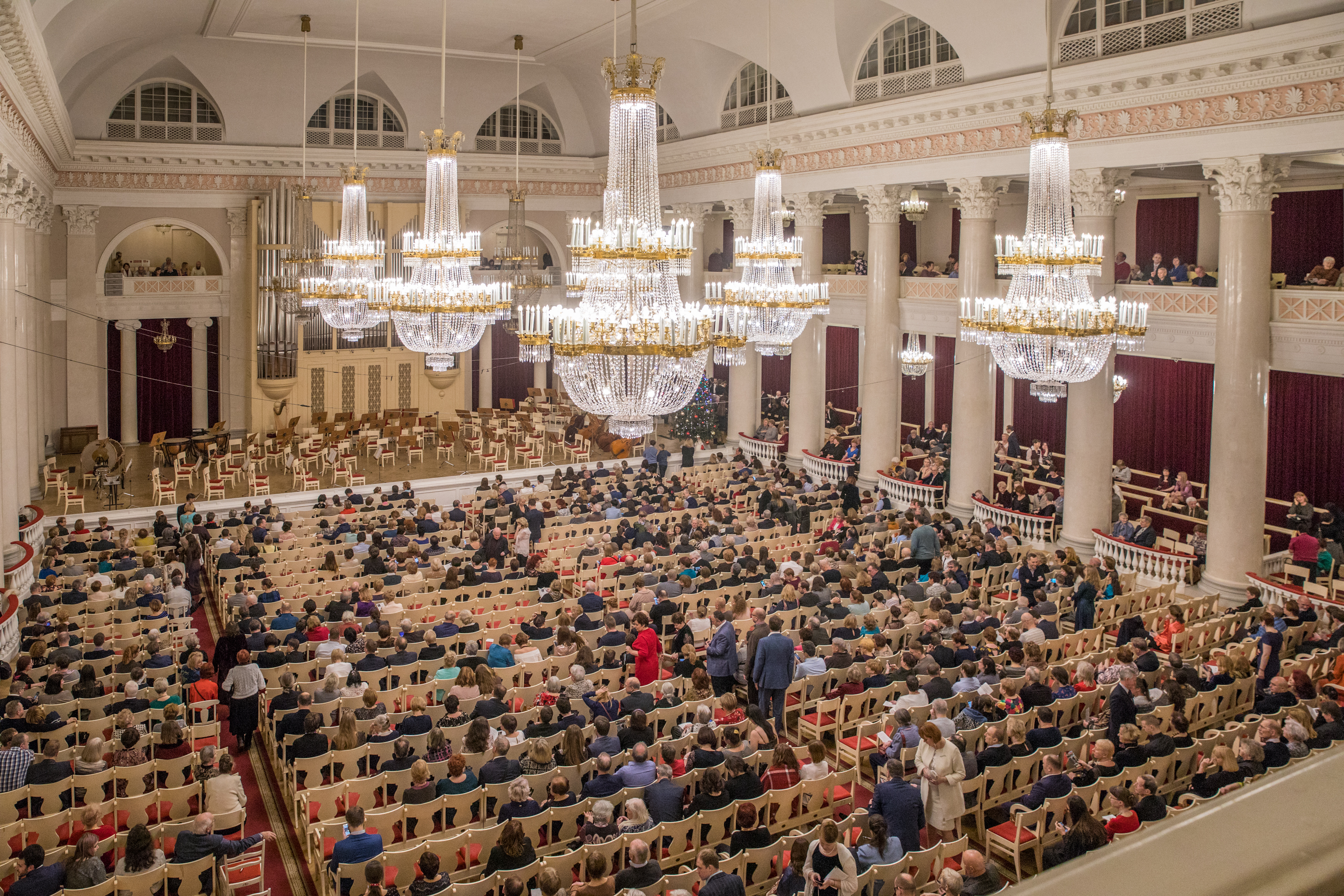
Большой зал Санкт-Петербургской филармонии

Концертный зал — помещение, предназначенное для проведения публичных концертов.

## История появления
Первые концертные залы появились в начале XIX века. Раньше концерты проводились в салонах, дворцах, церквях, театрах, частных домах.

## Виды концертных залов

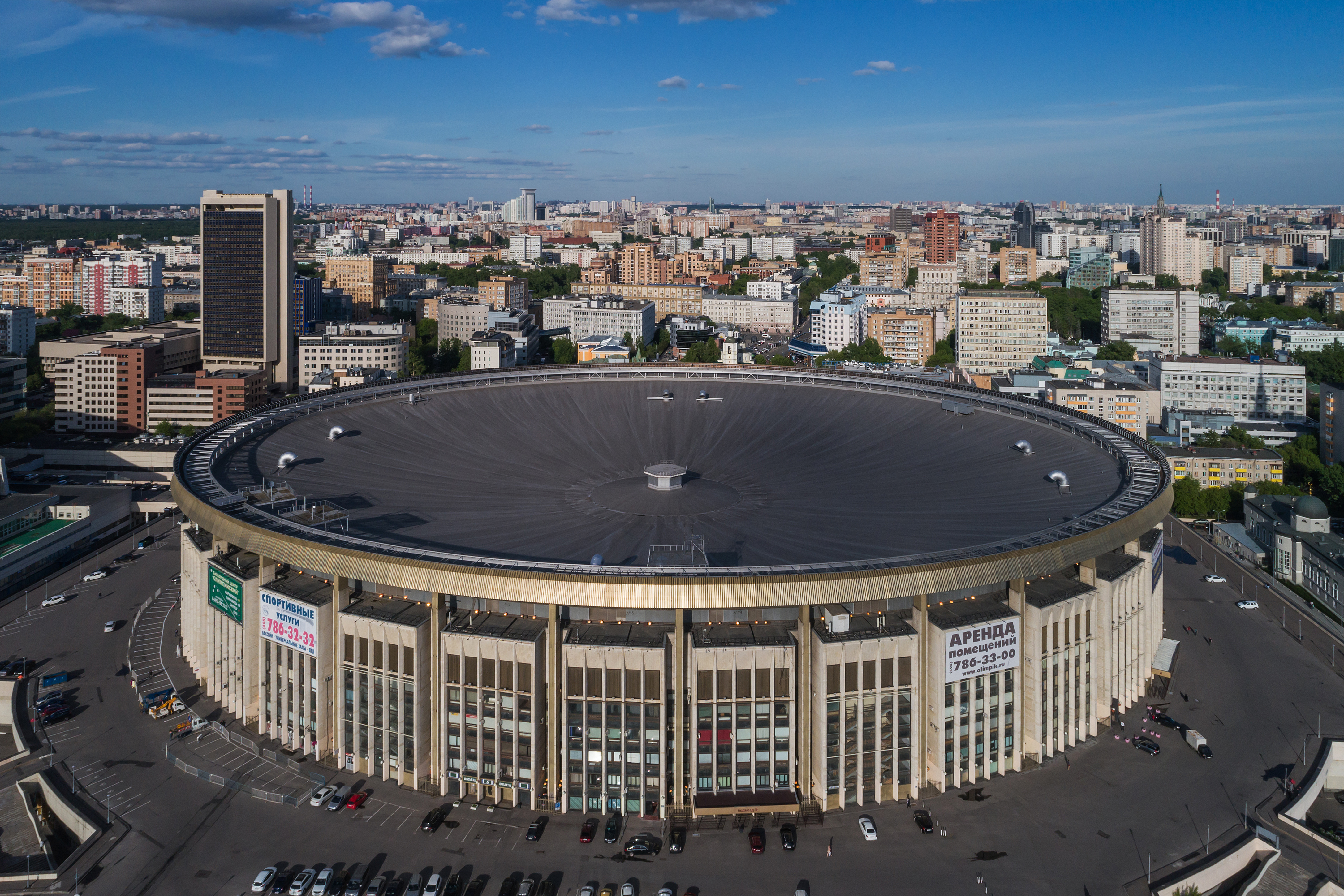
СК «Олимпийский» в Москве

Концертный зал имеет, как правило, фойе, гардероб, буфет. Зал должен обладать определёнными акустическими характеристиками и быть оборудован звукоусилительной и световой аппаратурой.
Концертный зал может быть в любом Доме Культуры, Дворце культуры, Доме офицеров и т. п.
В качестве концертного зала может выступать и спортивный комплекс, как, например, Спортивный комплекс «Олимпийский», в котором прошло много грандиозных концертов, включая «Евровидение» в 2009-м году.
Некоторые концертные комплексы имеют наименование «спортивно-концертный» (как Петербургский СКК) и также имеют концертный зал, в качестве которого выступают трибуны.
Концертный зал может быть в небольшом камерном помещении, например, музее. Такой концертный зал, именуемый Оперным, есть в музее Царицыно в Москве.

## Концертные залы в России

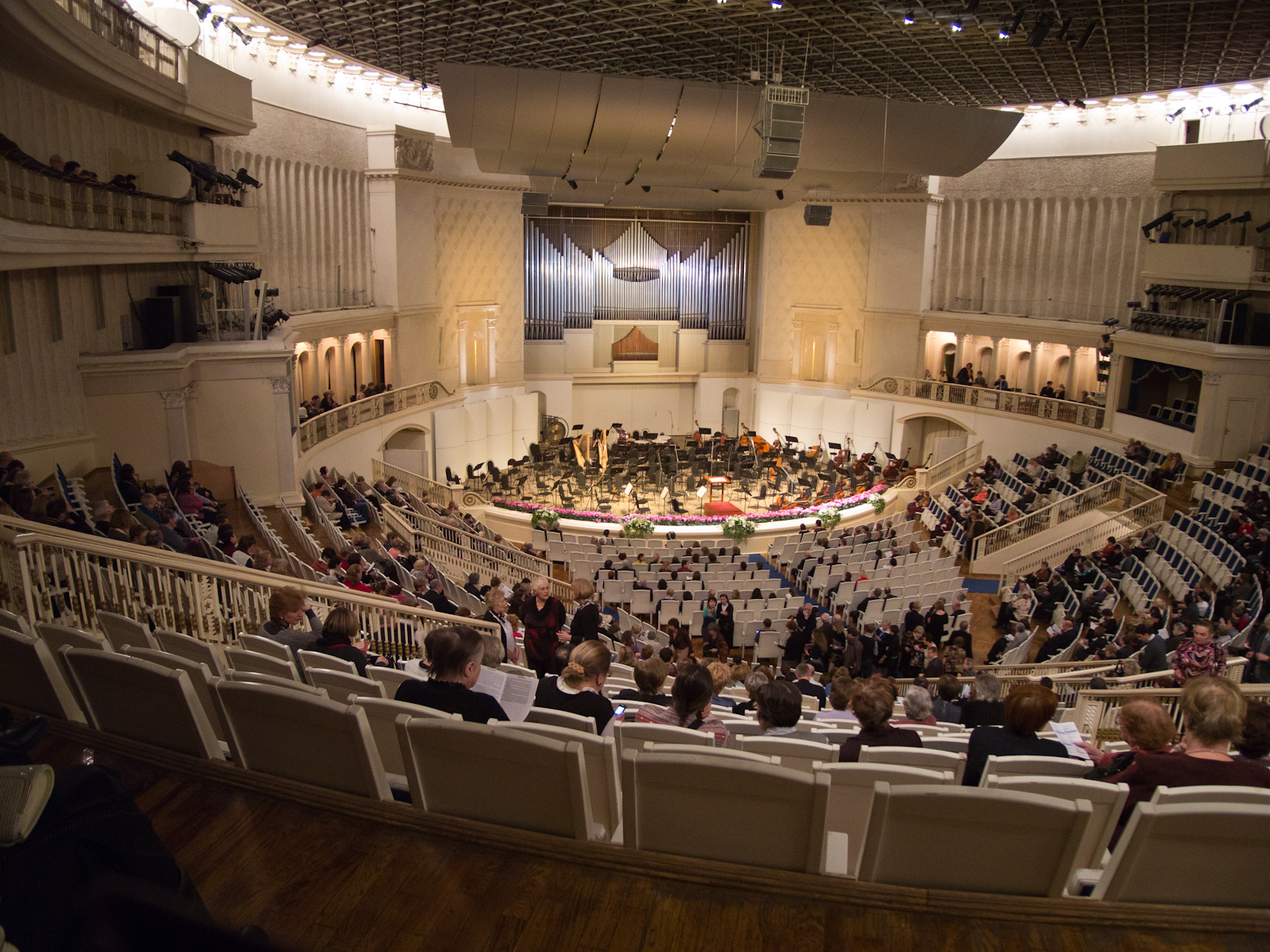
Концертный зал им. Чайковского (Москва)

Существуют большие концертные залы, которые играют огромную роль в музыкальной жизни России. К ним относятся Большой и Малый залы Московской консерватории, Колонный зал Дома союзов, зал Кремлёвского Дворца съездов, Государственный концертный зал «Россия», Концертный зал им. П. И. Чайковского в Москве, Большой и Малый залы Санкт-Петербургской (Ленинградской) филармонии, зал Санкт-Петербургской (Ленинградской) Певческой капеллы и др.
Огромную популярность приобрёл концертный зал Москвы — Crocus City Hall.

## Концертные залы в мире

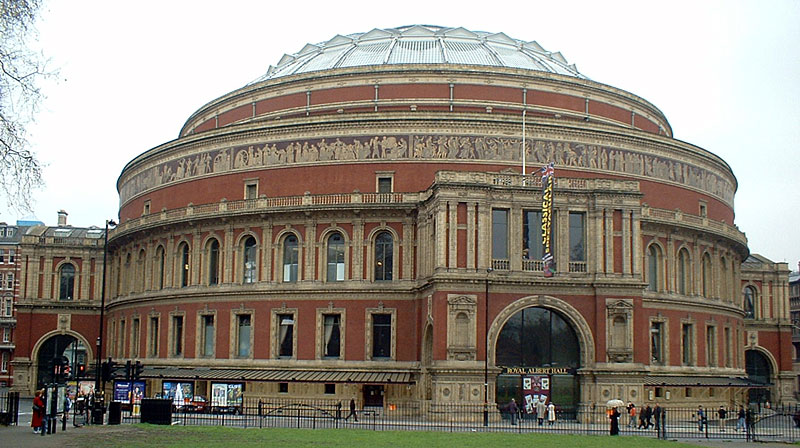
Королевский Альберт-Холл

Мировую известность получили: Концертный зал им. Сметаны в Праге, зал «Мюзик-ферайн» в Вене, «Карнеги-холл» в Нью-Йорке, зал «Шайо» в Париже, «Альберт-холл» в Лондоне, «Гевандхауз» в Лейпциге, «Консертгебау» в Амстердаме, залы Берлинской, Варшавской, Мюнхенской филармоний и др.